# فيسنتي توماس
فيسنتي توماس (بالإسبانية: Vicente Tomas)‏ هو متزحلق جبال الألب إسباني، ولد في 30 سبتمبر 1969 في وشقة في إسبانيا.

## وصلات خارجية
- فيسنتي توماس على موقع الاتحاد الدولي للتزلج (التزلج على المنحدرات الثلجية) (الإنجليزية)
- فيسنتي توماس على موقع أوليمبيديا (الإنجليزية)